# Rummy Sharma
Raman Sharma, ou Rummy Sharma (né en 1972 à New Delhi), est un producteur et disc jockey indien.

## Biographie
Raman Sharma entame sa carrière de disc jockey en 1992. Au cours des années 1990, il importe la culture techno en Inde ce qui lui vaut d'être reconnu comme un pionnier du genre dans son pays natal,,.
En 2000, il crée Vibrato, le premier festival de musique électronique en Inde. En 2007, Rummy Sharma est un des premiers Indiens à se produire à la Love Parade de Berlin,. Sa musique est produite par plusieurs labels, notamment : BluFin Records, Tronic Music, Neuhain Recordings, Kling Klong, Love Harder, Wonne Musik, Circle Music, Muller Records ou Natura Viva[réf. nécessaire].
En 2023, il crée The Bootcamp Goa, atelier de production musicale unique en son genre, réunissant des artistes aux parcours prestigieux.
Il a séjourné à Berlin, tout en revenant régulièrement à New Delhi, sa ville natale. Rummy Sharma vit maintenant à Bordeaux, en France.
L'un de ses plus grands succès internationaux est Wade in the Water, produit avec le disc jockey iranien Namito.

## Discographie notable

### Single et EP
- 2013 : Namito & Rummy Sharma – Wade In The Water (Kling Klong)
- 2014 : Mijk Van Dijk & Rummy Sharma – Bleibtreu EP (Blu Fin)
- 2016 : Rummy Sharma & Mijk Van Dijk – Mankind United EP (Blu Fin)
- 2016 : Beroshima & Rummy Sharma – Delhibelly EP (Müller Records)
- 2017 : Rummy Sharma & Tom Wax – Sunday Tonic EP (Blu Fin)
- 2018 : Tom Wax & Rummy Sharma – Wait No More EP (Gain Records)
- 2019 : Tom Wax & Rummy Sharma – Deeper EP (Gain Records)
- 2021 : Tom Wax & Rummy Sharma feat. Zowitcha – Encore EP (Blu Fin)